# Pihem
Pihem [pi.ɑ̃] est une commune française située dans le département du Pas-de-Calais en région Hauts-de-France. Ses habitants sont appelés les Pihémois. La commune est membre de la communauté de communes du Pays de Lumbres.
Le territoire de la commune est situé dans le parc naturel régional des Caps et Marais d'Opale.

## Géographie

### Localisation
Localisée dans le nord-est du département du Pas-de-Calais, Pihem est une commune rurale située, à vol d'oiseau, à 8 km au sud-ouest de la commune de Saint-Omer (aire d'attraction et chef-lieu d'arrondissement).
Le territoire de la commune est limitrophe de ceux de cinq communes.
Les communes limitrophes sont Helfaut, Cléty, Hallines, Remilly-Wirquin et Bellinghem.

### Géologie et relief
La superficie de la commune est de 7,13 km2 ; son altitude varie de 70  à   134 mètres.
Le « ravin de Pihem » est un ancien lit d'un cours d'eau tari formant une excavation de 15  à   29 mètres de profondeur sur 3 km de long. Ce ravin se situe aux deux tiers sur la commune d'Hallines et se prolonge jusqu'à l'Aa.

### Hydrographie

#### Réseau hydrographique
La commune est située dans le bassin Artois-Picardie. Elle n'est drainée par aucun cours d'eau,.

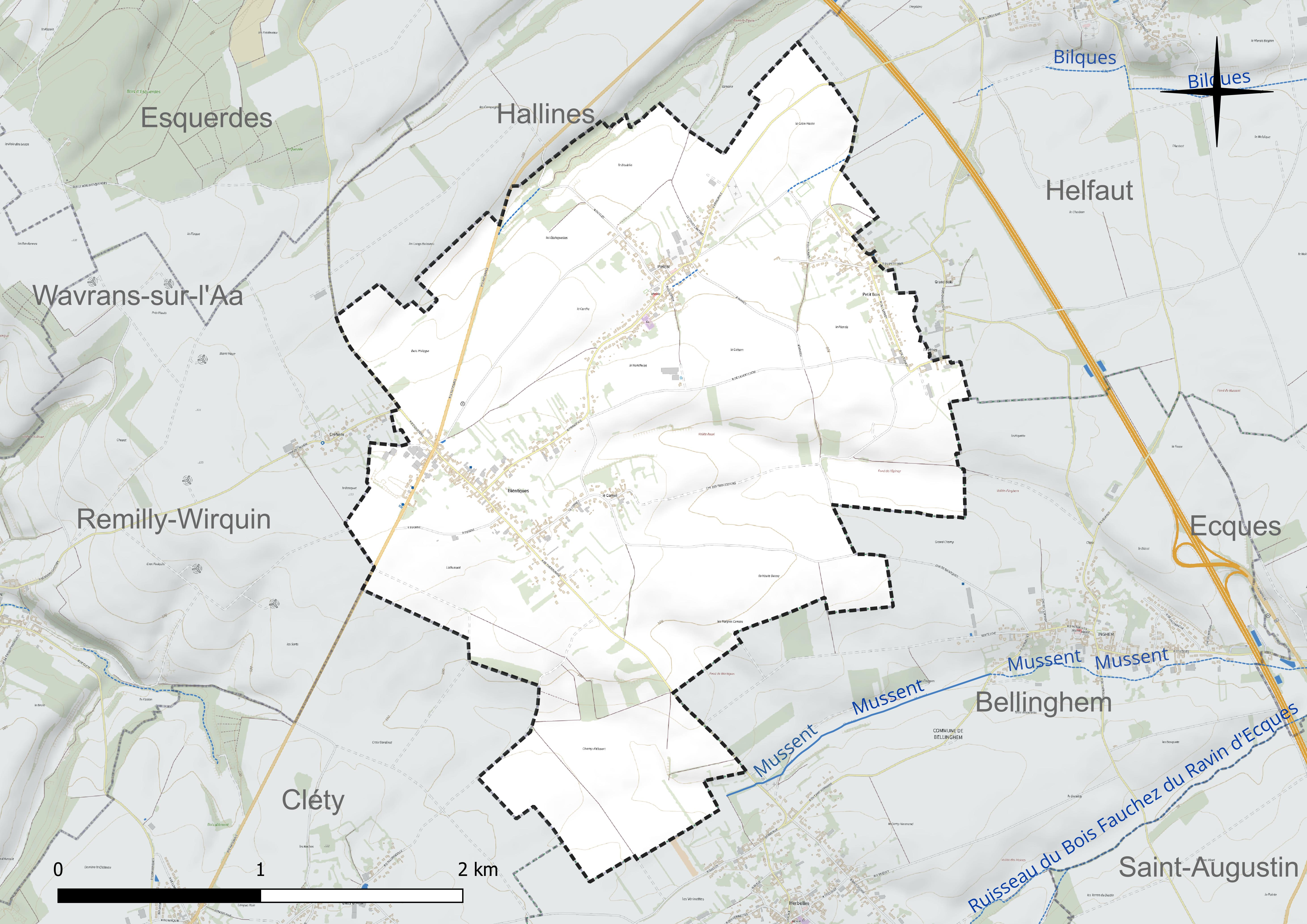
Réseau hydrographique de Pihem.

#### Gestion et qualité des eaux
Le territoire communal est couvert par le schéma d'aménagement et de gestion des eaux (SAGE) « Audomarois ». Ce document de planification concerne un territoire de 662 km2 de superficie, délimité par le bassin versant de l'Aa et sa zone d'étalement : le marais audomarois. Le périmètre a été arrêté le 4 février 1994 et le SAGE proprement dit a été approuvé le 31 mars 2005, puis révisé le 15 janvier 2013, puis le 21 novembre 2021. La structure porteuse de l'élaboration et de la mise en œuvre est le syndicat mixte pour l'aménagement et la gestion des eaux de l'Aa (SmageAa).
La qualité des cours d'eau peut être consultée sur un site dédié géré par les agences de l'eau et l'Agence française pour la biodiversité.

### Climat
Pour des articles plus généraux, voir Climat des Hauts-de-France et Climat du Nord-Pas-de-Calais.
En 2010, le climat de la commune est de type climat océanique franc, selon une étude du Centre national de la recherche scientifique (CNRS) s'appuyant sur une série de données couvrant la période 1971-2000. En 2020, Météo-France publie une typologie des climats de la France métropolitaine dans laquelle la commune est exposée à un climat océanique et est dans la région climatique Côtes de la Manche orientale, caractérisée par un faible ensoleillement (1 550 h/an) ; forte humidité de l'air (plus de 20 h/jour avec humidité relative > 80 % en hiver), vents forts fréquents.
Pour la période 1971-2000, la température annuelle moyenne est de 10,1 °C, avec une amplitude thermique annuelle de 13,5 °C. Le cumul annuel moyen de précipitations est de 885 mm, avec 12,7 jours de précipitations en janvier et 8,7 jours en juillet. Pour la période 1991-2020, la température moyenne annuelle observée sur la station météorologique la plus proche, située sur la commune de Nielles-lès-Bléquin à 13 km à vol d'oiseau, est de 10,6 °C et le cumul annuel moyen de précipitations est de 976,9 mm,. Pour l'avenir, les paramètres climatiques de la commune estimés pour 2050 selon différents scénarios d'émission de gaz à effet de serre sont consultables sur un site dédié publié par Météo-France en novembre 2022.

### Paysages
Pour un article plus général, voir Paysage en France.
La commune s'inscrit dans les « paysages des hauts plateaux artésiens » tels qu’ils sont définis dans l’atlas de paysages de la région Nord-Pas-de-Calais, conçu par la direction régionale de l'Environnement, de l'Aménagement et du Logement (DREAL),.
Ces paysages, qui concernent 77 communes du Pas-de-Calais, se situent à l'extrémité ouest des collines de l'Artois qui traversent le Pas-de-Calais d'Arras au Boulonnais. L'altitude de ces paysages dépassent les 180 mètres. Ces dimensions sont modestes, d'une quinzaine de kilomètres du sud-est au nord-ouest et d'une vingtaine de kilomètres dans sa dimension la plus grande.
Ces « paysages des hauts plateaux artésiens », appelés aussi « Haut Artois », se caractérisent par trois ensembles écopaysagers : 
- l'ensemble mésophile ouvert du plateau artésien calcaire ;
- l'ensemble alluvial des fonds de vallée de la Lys et de l'Aa ;
- l'ensemble calcicole des versants calcaires des vallées[13].

Le « Haut Artois » dispose d'une importante densité de corridors biologiques bien interconnectés.
Dans le « Haut Artois », pas de villes, c'est une des rares terres rurales de la région, les communes les plus importantes sont, du nord au sud, Lumbres, Fauquembergues et Fruges. Le « Haut Artois », drainé par l'Aa et la Lys, constitue le sommet de l'anticlinal artésien, paysage ventée, froid et aux précipitations importantes qui en font le château d'eau régional.
Leș cultures représentent environ 60 % des sols, les prairies entre 26 et 27 %, les bois de 5 à 8 % et les villages et bourgs de 5 à 8 %, l'industrie y est peu présente.

### Milieux naturels et biodiversité

#### Espace protégé
La protection réglementaire est le mode d'intervention le plus fort pour préserver des espaces naturels remarquables et leur biodiversité associée.
Dans ce cadre, la commune fait partie d'un espace protégé : le parc naturel régional des Caps et Marais d'Opale, d'une superficie de 132 499 ha réparties sur 154 communes, géré par le syndicat mixte d'aménagement et de gestion du parc naturel régional des Caps et Marais d'Opale.

#### Zones naturelles d'intérêt écologique, faunistique et floristique
L'inventaire des zones naturelles d'intérêt écologique, faunistique et floristique (ZNIEFF) a pour objectif de réaliser une couverture des zones les plus intéressantes sur le plan écologique, essentiellement dans la perspective d'améliorer la connaissance du patrimoine naturel national et de fournir aux différents décideurs un outil d'aide à la prise en compte de l'environnement dans l'aménagement du territoire.
Le territoire communal comprend une ZNIEFF de type 1 : Les ravins de Pihem et Noir Cornet et coteau de Wizernes. Cette ZNIEFF s'étend le long de la rive droite de l'Aa où elle forme un ensemble des plus remarquables tant d'un point de vue paysager qu'écologique.
et deux ZNIEFF de type 2 :
- la moyenne vallée de l'Aa et ses versants entre Remilly-Wirquin et Wizernes. La moyenne vallée de l'Aa et ses versants représentent un remarquable ensemble écologique associant des habitats très différents constituant des complexes de végétations souvent complémentaires[17] ;
- la haute vallée de l'Aa et ses versants en amont de Remilly-Wirquin. La haute vallée de l'Aa se rattache à l'entité paysagère des hauts plateaux artésiens, elle intègre la source de ce fleuve côtier situé à Bourthes et les premiers kilomètres de ce cours d'eau qui trace un sillon profond dans les collines de l'Artois[18].

Carte des ZNIEFF de type 1 et 2 sur la commune
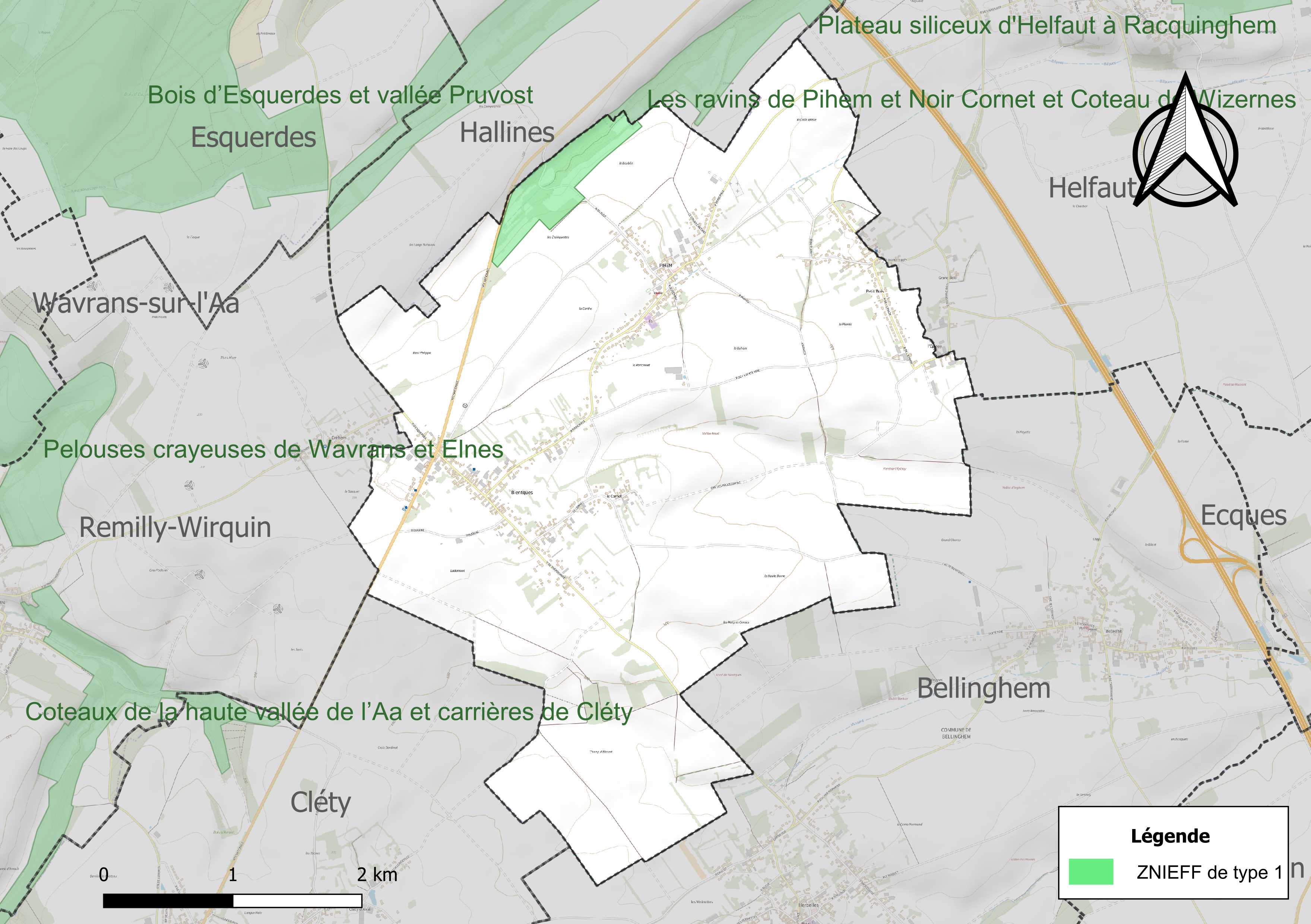
Carte de la ZNIEFF de type 1 sur la commune.
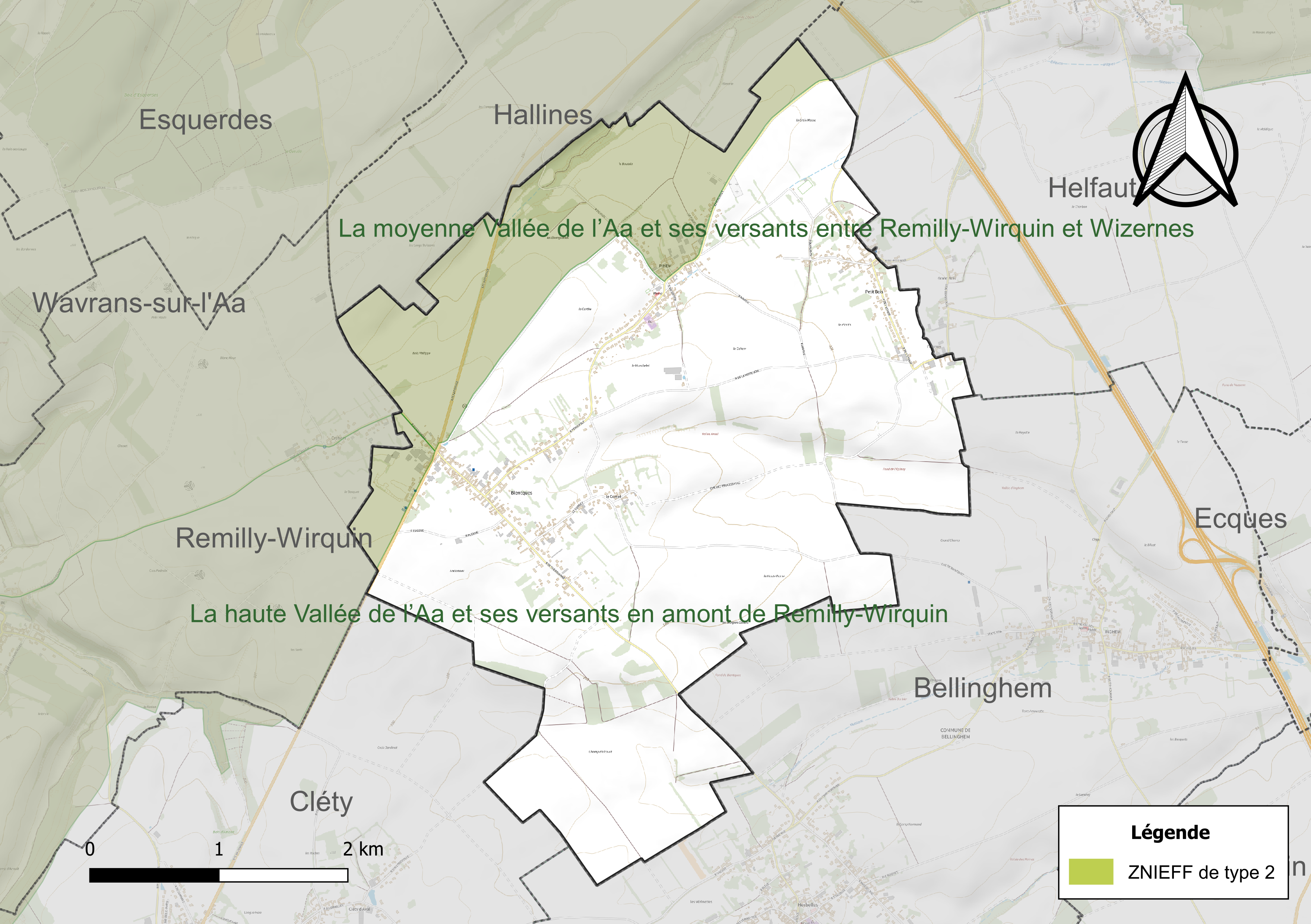
Carte des ZNIEFF de type 2 sur la commune.

#### Espèces faunistiques et floristiques
L’Inventaire national du patrimoine naturel (INPN) recense plusieurs espèces faunistiques et floristiques sur le territoire de la commune dont certaines sont protégées et d’autres menacées et quasi-menacées.

## Urbanisme

### Typologie
Au 1er janvier 2024, Pihem est catégorisée commune rurale à habitat dispersé, selon la nouvelle grille communale de densité à sept niveaux définie par l'Insee en 2022.
Elle est située hors unité urbaine. Par ailleurs la commune fait partie de l'aire d'attraction de Saint-Omer, dont elle est une commune de la couronne,. Cette aire, qui regroupe 79 communes, est catégorisée dans les aires de 50 000 à moins de 200 000 habitants,.

### Occupation des sols
L'occupation des sols de la commune, telle qu'elle ressort de la base de données européenne d'occupation biophysique des sols Corine Land Cover (CLC), est marquée par l'importance des territoires agricoles (96,5 % en 2018), une proportion identique à celle de 1990 (96,5 %). La répartition détaillée en 2018 est la suivante : 
terres arables (71,8 %), prairies (24,7 %), zones urbanisées (3,5 %). L'évolution de l'occupation des sols de la commune et de ses infrastructures peut être observée sur les différentes représentations cartographiques du territoire : la carte de Cassini (XVIIIe siècle), la carte d'état-major (1820-1866) et les cartes ou photos aériennes de l'IGN pour la période actuelle (1950 à aujourd'hui).

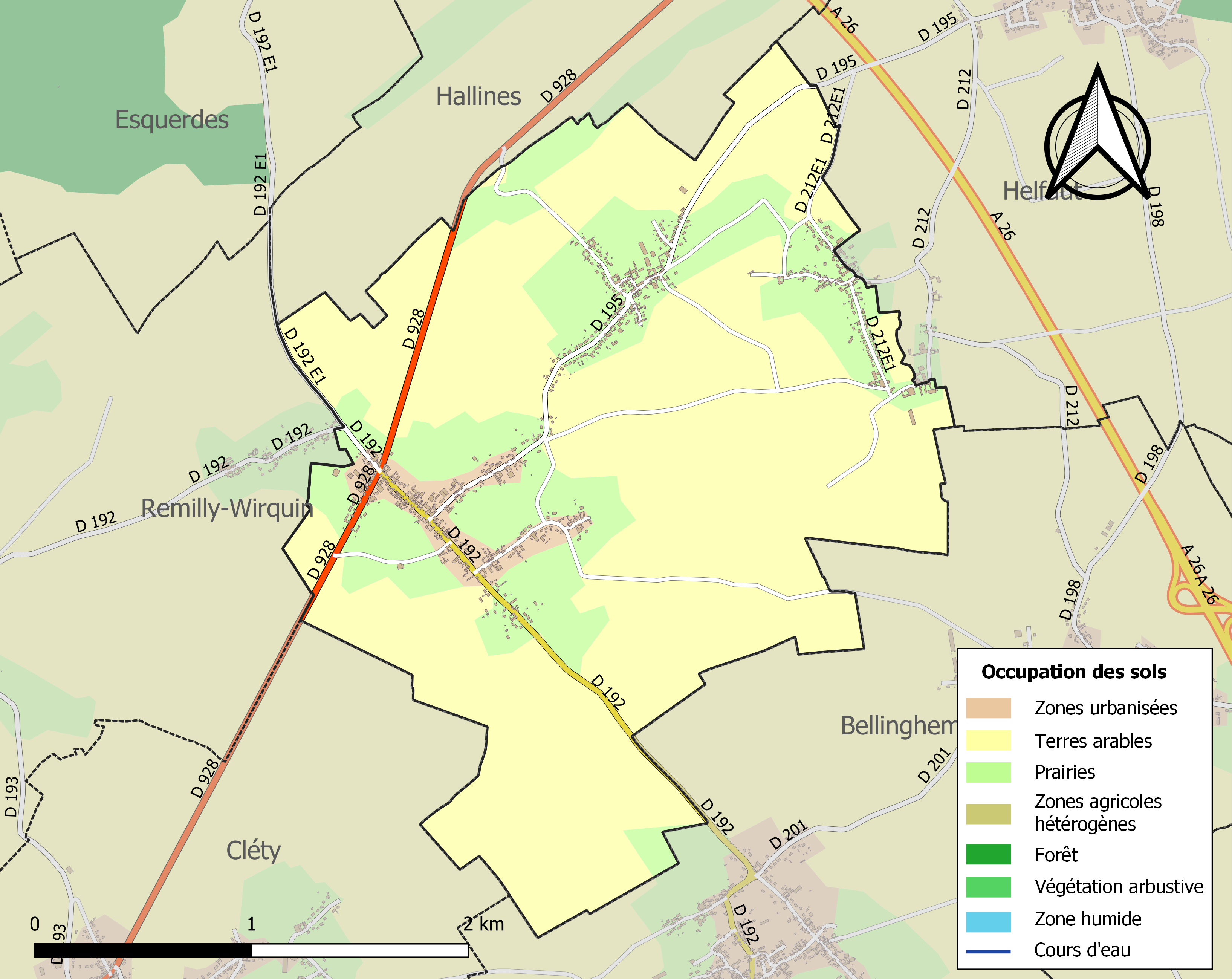
Carte des infrastructures et de l'occupation des sols de la commune en 2018 (CLC).

### Lieux-dits, hameaux et écarts
La commune est formée de trois localités : Pihem, Bientques et Petit-Bois.

## Toponymie
Le nom de la localité est attesté sous les formes Pithem en 1114 - 1190 ; Pithen en 1139 ; Piehem en 1192 ; Pihem en 1206 ; Pihan et Pitthan au XIVe siècle ; Pitthem en 1618 ; Pihem-Biengue en 1720 ; Pihem en 1793 et depuis 1801.
Le nom flamand de la commune est Pittem.

## Histoire
Des silex néolithiques furent découverts dans le lœss, laissant penser que le territoire était déjà occupé à la fin de la préhistoire (de 6000 à 2 500 av. J.-C.).
À l'époque gallo-romaine, le territoire fait partie de la cité des Morins, dont le siège se trouvait à Tarvanna (Thérouanne).
En 1072, on retrouve la trace du fief de Bienquennes, qui faisait partie de la banlieue de Saint-Omer, sous le comte d'Artois.
En 1273, Baudouin sire de Piehem est un des treize barons du comté de Guînes.
En 1944, le village est la cible de nombreux bombardements anglo-américains, avant et après la construction du site de lancement de missiles V1 d'Esquerdes. Le 19 juin quatre civils sont tués et une dizaine de maisons détruites. Le 23 juin, en deux vagues différentes, à nouveau de nombreuses victimes civiles sont faites.

## Politique et administration

### Découpage territorial
La commune se trouve dans l'arrondissement de Saint-Omer du département du Pas-de-Calais.

#### Commune et intercommunalités
La commune est membre de la communauté de communes du Pays de Lumbres qui regroupe 36 communes et totalise 24 187 habitants en 2021.

#### Circonscriptions administratives
La commune est rattachée au canton de Lumbres.

#### Circonscriptions électorales
Pour l'élection des députés, la commune fait partie de la sixième circonscription du Pas-de-Calais.

### Élections municipales et communautaires

#### Liste des maires
| Période                                  | Période                    | Identité                   | Étiquette | Qualité |
| ---------------------------------------- | -------------------------- | -------------------------- | --------- | --- |
| Les données manquantes sont à compléter. |                            |                            |           | |
| 1790                                     | 1800                       | Antoine-Joseph Delepouve   |           | |
| 1800                                     | 1806                       | Jean-Jacques Delohen       |           | |
| 1806                                     | 1817                       | Charles Delepouve          |           | |
| 1824                                     | 1830                       | Etienne Caron              |           | |
| 1830                                     | 1837                       | Charles-François Delepouve |           | |
| 1837                                     | 1851                       | Elysée Delohen             |           | |
| 1851                                     | 1852                       | Florentin Duplouy          |           | |
| 1852                                     | 1865                       | Antoine Delohen            |           | |
| 1865                                     | 1870                       | Denis Eloy                 |           | |
| 1870                                     | 1892                       | Justin Caron               |           | |
| 1892                                     | 1896                       | Séraphin Faucon            |           | |
| 1896                                     | 1900                       | Adoplhe Dubois             |           | |
| 1900                                     | 1921                       | Ovide Delrue               |           | |
| 1921                                     | 1921                       | Elysée Delohen             |           | |
| 1921                                     | 1935                       | Paul Denuncq               |           | |
| 1935                                     | 1939                       | Célestin Portenart         |           | |
| 1939                                     | 1944                       | François Barois            |           | |
| 1944                                     | 1947                       | Alexis Coyot               |           | |
| 1947                                     | 1959                       | Edouard Barois             |           | |
| 1959                                     | 1977                       | Amédée Alloy               |           | |
| 1977                                     | 1984                       | Jacques Breemersch         | DVG       | |
| 1984                                     | 2008                       | André Delobel              |           | |
| mars 2008                                | En cours (au 2 avril 2022) | Jean-Claude Coyot          |           | Artisan menuisier retraité Élu pour le mandat 2008-2014 Réélu pour le mandat 2014-2020, Réélu pour le mandat 2020-2026, |

## Population et société

### Démographie
Les habitants sont appelés les Pihémois.

#### Évolution démographique
L'évolution du nombre d'habitants est connue à travers les recensements de la population effectués dans la commune depuis 1793. Pour les communes de moins de 10 000 habitants, une enquête de recensement portant sur toute la population est réalisée tous les cinq ans, les populations de référence des années intermédiaires étant quant à elles estimées par interpolation ou extrapolation. Pour la commune, le premier recensement exhaustif entrant dans le cadre du nouveau dispositif a été réalisé en 2005.

En 2022, la commune comptait 928 habitants, en évolution de −3,03 % par rapport à 2016 (Pas-de-Calais : −0,72 %, France hors Mayotte : +2,11 %).
| 1793 | 1800 | 1806 | 1821 | 1831 | 1836 | 1841 | 1846 | 1851 |
| ---- | ---- | ---- | ---- | ---- | ---- | ---- | ---- | ---- |
| 510  | 510  | 561  | 625  | 636  | 605  | 607  | 617  | 623  |

| 1856 | 1861 | 1866 | 1872 | 1876 | 1881 | 1886 | 1891 | 1896 |
| ---- | ---- | ---- | ---- | ---- | ---- | ---- | ---- | ---- |
| 605  | 600  | 595  | 625  | 658  | 643  | 642  | 616  | 626  |

| 1901 | 1906 | 1911 | 1921 | 1926 | 1931 | 1936 | 1946 | 1954 |
| ---- | ---- | ---- | ---- | ---- | ---- | ---- | ---- | ---- |
| 629  | 636  | 615  | 558  | 554  | 578  | 569  | 495  | 510  |

| 1962 | 1968 | 1975 | 1982 | 1990 | 1999 | 2005 | 2006 | 2010 |
| ---- | ---- | ---- | ---- | ---- | ---- | ---- | ---- | ---- |
| 519  | 532  | 515  | 616  | 802  | 893  | 931  | 942  | 990  |

| 2015 | 2020 | 2022 | - | - | - | - | - | - |
| ---- | ---- | ---- | - | - | - | - | - | - |
| 964  | 947  | 928  | - | - | - | - | - | - |

#### Pyramide des âges
En 2018, le taux de personnes d'un âge inférieur à 30 ans s'élève à 32,1 %, soit en dessous de la moyenne départementale (36,7 %). À l'inverse, le taux de personnes d'âge supérieur à 60 ans est de 27,4 % la même année, alors qu'il est de 24,9 % au niveau départemental.
En 2018, la commune comptait 457 hommes pour 491 femmes, soit un taux de 51,79 % de femmes, légèrement supérieur au taux départemental (51,50 %).
Les pyramides des âges de la commune et du département s'établissent comme suit.
| Hommes | Classe d’âge | Femmes |
| ------ | ------------ | ------ |
| 0,0    | 90 ou +      | 1,0    |
| 4,4    | 75-89 ans    | 6,7    |
| 21,7   | 60-74 ans    | 21,0   |
| 24,5   | 45-59 ans    | 22,2   |
| 16,6   | 30-44 ans    | 17,6   |
| 12,0   | 15-29 ans    | 15,1   |
| 20,8   | 0-14 ans     | 16,3   |

| Hommes | Classe d’âge | Femmes |
| ------ | ------------ | ------ |
| 0,5    | 90 ou +      | 1,6    |
| 5,6    | 75-89 ans    | 8,9    |
| 16,7   | 60-74 ans    | 18,1   |
| 20,2   | 45-59 ans    | 19,2   |
| 18,9   | 30-44 ans    | 18,1   |
| 18,2   | 15-29 ans    | 16,2   |
| 19,9   | 0-14 ans     | 17,9   |

## Culture locale et patrimoine

### Lieux et monuments
- L'église Saint-Pierre-aux-Liens de Pihem, dont les origines remontent à 1112 ; le chœur et la tour sont du XVIe siècle. Dans l'église une statue de la Vierge à l'Enfant du XIVe siècle.
- Le monument aux morts[36].
- Le calvaire entre Pihem et Bientques.
- Le château d'eau à Bientques, datant de 1936.
- La motte féodale à Bientques.
- Les ravins de Pihem.

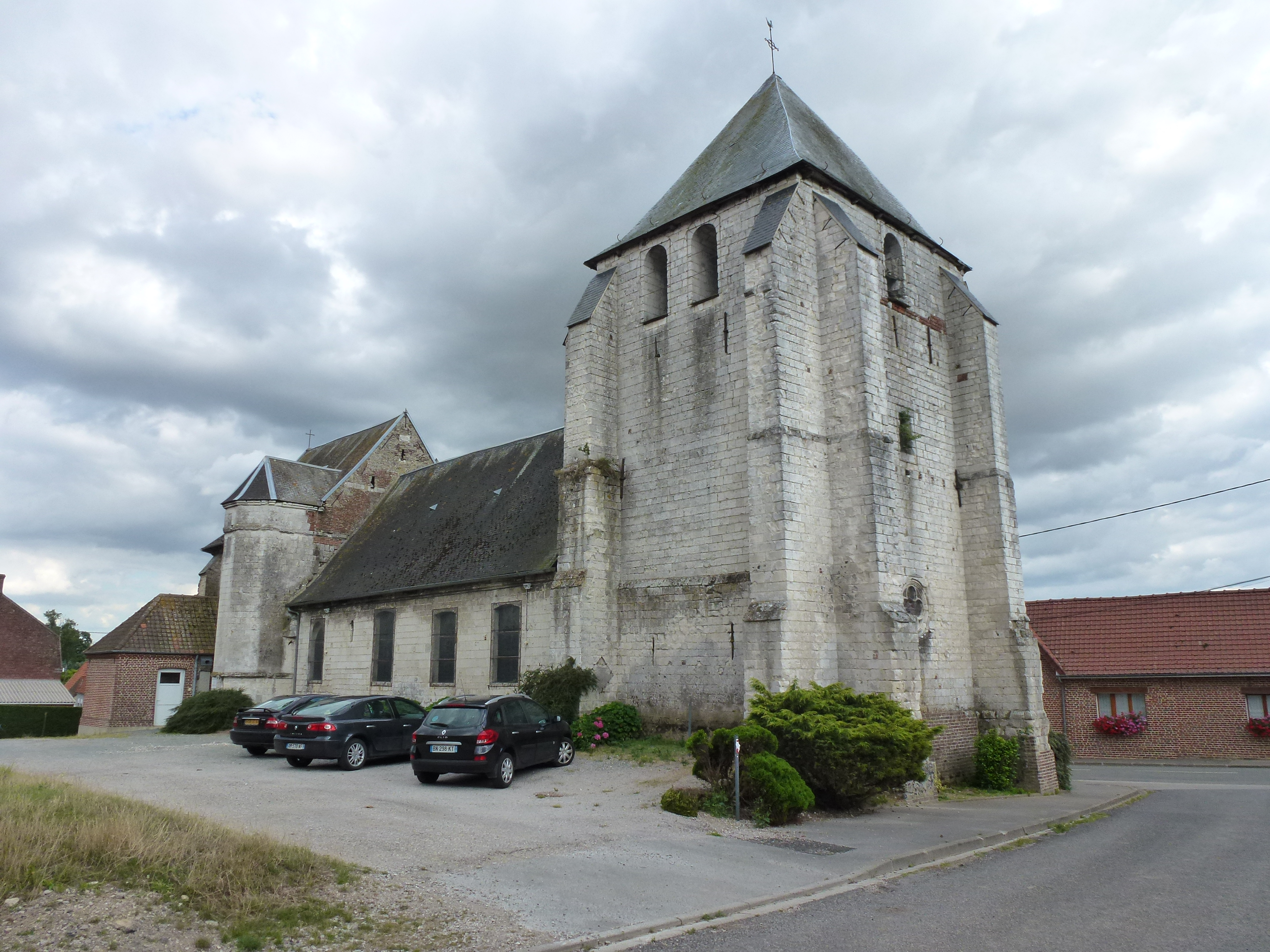
L'église Saint-Pierre-aux-Liens.
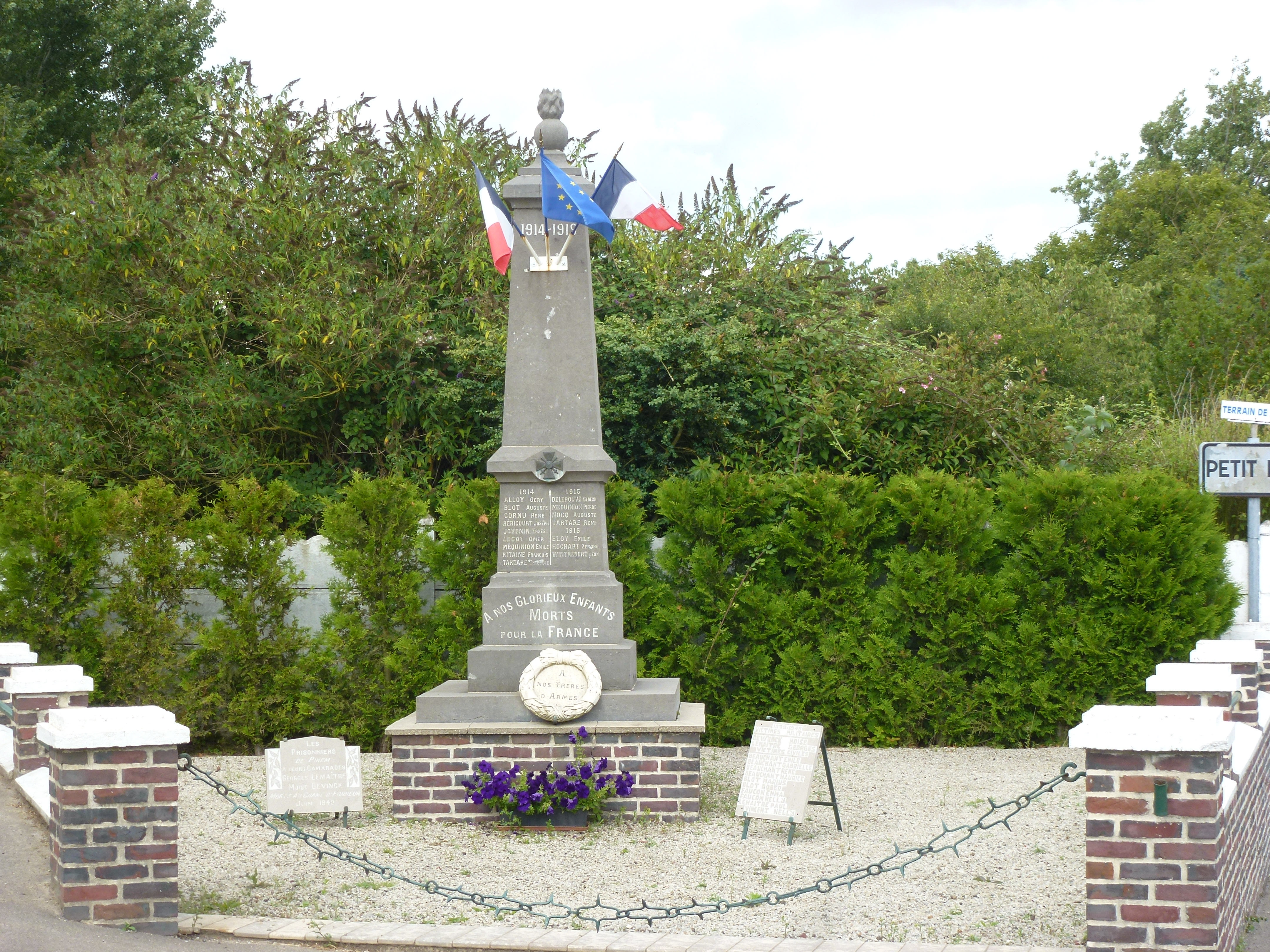
Le monument aux morts.
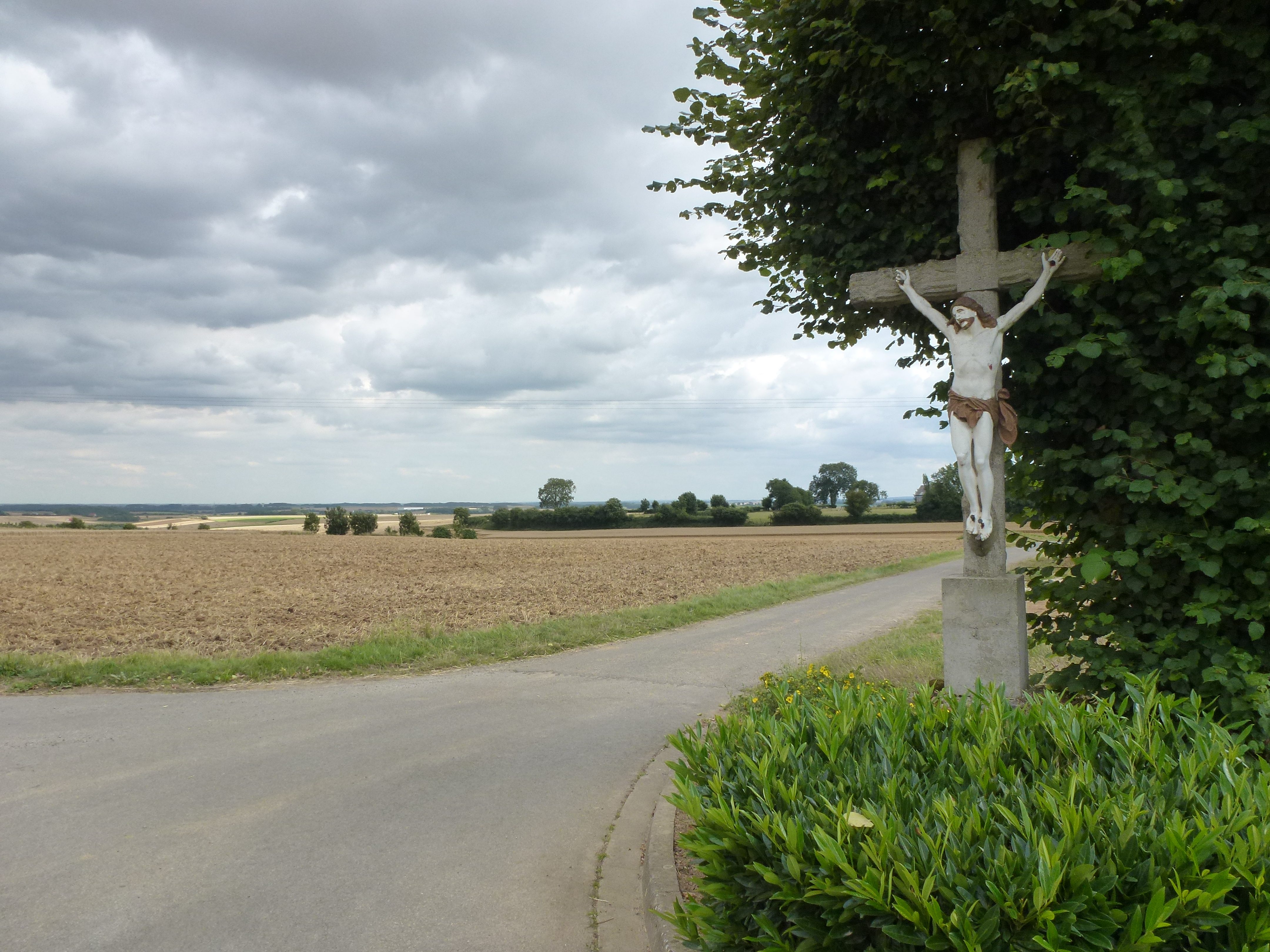
Le calvaire entre Pihem et Bientques.
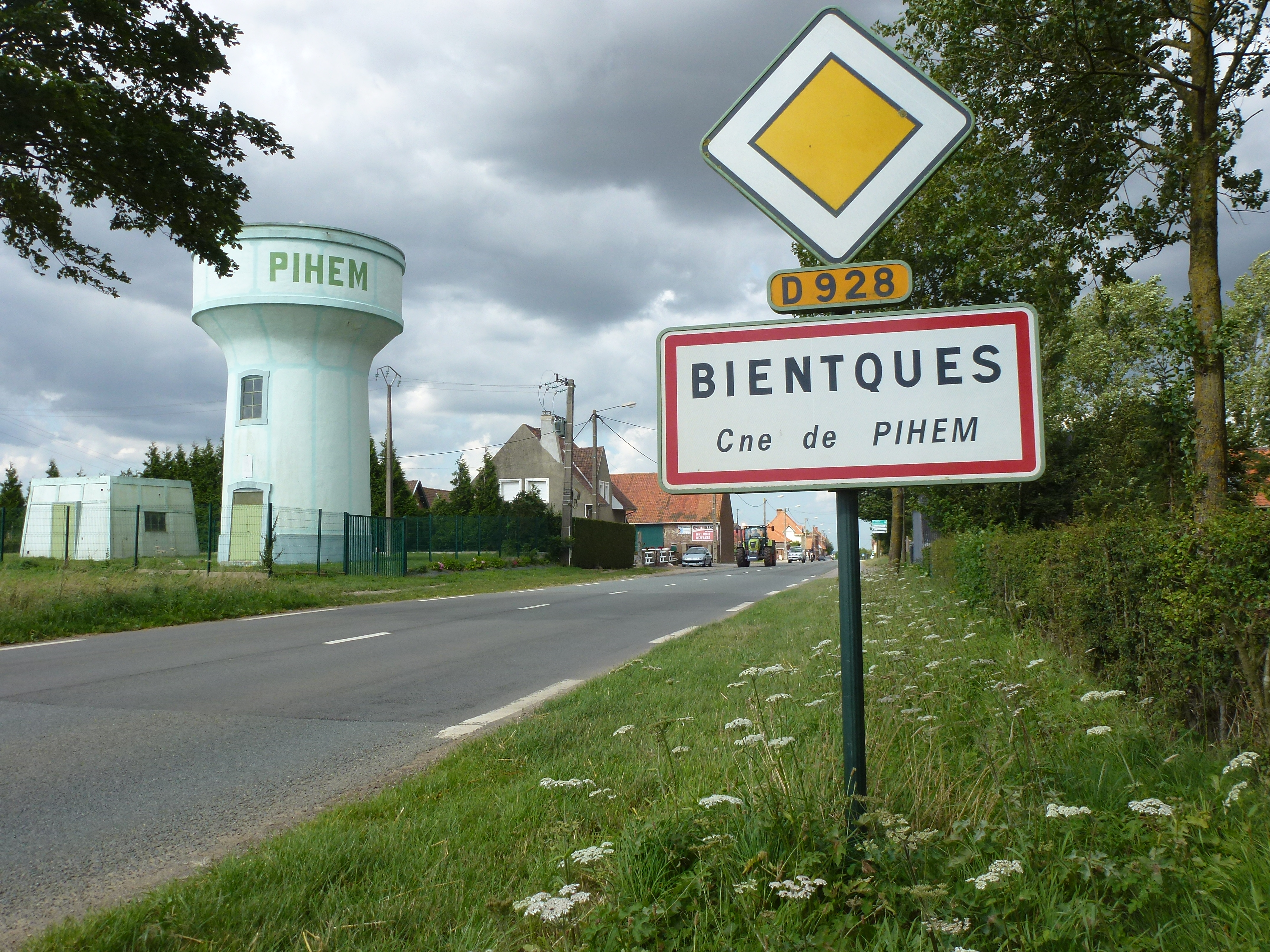
Le château d'eau à l'entrée de Bientques.

### Héraldique
| Blason de Pihem | Blason  | De gueules au pal d'argent chargé d'un lion de sable, armé et lampassé de gueules. |
| Blason de Pihem | Détails | Le pal évoque la voie romaine qui traverse le village, sous le nom de rue de Thérouanne. Le lion est issu des armes de la famille de Fiennes, qui donna les seigneurs de Bientques, hameau de Pihem. Adopté par la municipalité le 20 avril 1993. |

## Pour approfondir

#### Bases de données, dictionnaires et encyclopédies
- Ressources relatives à la géographie :   - Insee (communes)
  - Ldh/EHESS/Cassini
- Ressource relative à plusieurs domaines :   - Annuaire du service public français
- Notices d'autorité :   - BnF (données)